# Sou Point 44
Sou Point 44, amor, um arco-íris multicor, também conhecido como Sou Point 44, é um documentário de curta-metragem brasileiro de 2022, dirigido por Márcio Paixão. O filme mostra início do movimento LGBTQIA+ em Cabo Frio através da história do bar Point 44. Exibido no Festival do Filme Documentário e Etnográfico de Belo Horizonte.

## Enredo
Fundado por David Araújo, o “Point 44” marcou a noite e o carnaval de Cabo Frio. O bar era um local de confraternizações políticas, onde eram oferecidas palestras e debates sobre questões de gênero e sexualidade, se tornando um lugar de resistência e pioneirismo em pleno ano de 1995, e que depois veio a se tornar bloco e escola de samba.